# Get Ugly
Get Ugly is een nummer van de Amerikaanse zanger Jason Derulo. Het is de vierde en laatste single van zijn vierde studioalbum Everything Is 4.
"Get Ugly" werd in diverse landen een klein hitje. Zo bereikte het een bescheiden 52e positie in de Amerikaanse Billboard Hot 100. In Nederland bereikte het nummer de 7e positite in de Tipparade, en in de 10e positie in de Vlaamse Tipparade.